# Баньковский, Дмитрий Анатольевич
Дми́трий Анато́льевич Банько́вский (10 января 1968, Светлогорск) — советский гребец-байдарочник, выступал за сборную СССР во второй половине 1980-х годов. Участник летних Олимпийских игр в Сеуле, чемпион мира, трёхкратный чемпион Советского Союза, победитель многих регат республиканского и всесоюзного значения. На соревнованиях представлял спортивные общества «Буревестник» и «Динамо», мастер спорта международного класса.

## Биография
Дмитрий Баньковский родился 10 января 1968 года в городе Светлогорске Гомельской области Белорусской ССР, здесь окончил школу. Активно заниматься греблей начал в раннем детстве, проходил подготовку в местной секции гребли, в разное время состоял в добровольных спортивных обществах «Буревестник» и «Динамо».
Первого серьёзного успеха на взрослом уровне добился в 1986 году, когда в составе четырёхместного экипажа, куда также вошли гребцы Владимир Можейко, Виктор Пусев и Николай Шершень, стал чемпионом Советского Союза на дистанции 1000 метров. Благодаря череде удачных выступлений удостоился права защищать честь страны на летних Олимпийских играх 1988 года в Сеуле — стартовал в одиночках на тысяче метрах, благополучно прошёл в финальную стадию, однако в решающем заезде финишировал лишь четвёртым, немного не дотянув до призовых позиций.
После сеульской Олимпиады Баньковский остался в основном составе советской национальной сборной и продолжил принимать участие в крупнейших международных регатах. Так, в 1990 году он выиграл всесоюзное первенство в зачёте байдарок-четвёрок на дистанции 10000 метров, при этом его партнёрами были Владимир Бобрешов, Александр Мызгин и Артурас Вета. Тем же составом они отправились представлять страну на чемпионате мира в польской Познани и в десятикилометровой гонке четвёрок одолели всех своих соперников, завоевав тем самым золотые медали.
В 1991 году Дмитрий Баньковский в третий раз стал чемпионов Советского Союза, с теми же партнёрами он защитил чемпионское звание среди четвёрок на десяти километрах. За выдающиеся спортивные достижения удостоен почётного звания «Мастер спорта СССР международного класса».